# Buceș
Buceș là một xã thuộc hạt Hunedoara, România. Dân số thời điểm năm 2002 là 2389 người.